# Aix-en-Provence
Aix-en-Provence este un oraș în sud-estul Franței, la nord de Marsilia, sub-prefectură a departamentului Bouches-du-Rhône, în regiunea Provența-Alpi-Coasta de Azur. Este un important centru universitar, astfel, din cei 143.404 de locuitori ai orașului, circa 40.000 sunt studenți. Este stație de cale ferată pe linia de TGV Paris-Marsilia.

## Istorie
Oppidumul liguro-celtic Entremont, care se afla în apropiere de Aix-en-Provence, a fost distrus de proconsulul roman Gaius Sextius Calvinus în anul 123 î.Hr.. Tot el a fondat primul oraș din Galia numit Aquae Sextiae Salluviorum. Acest nume a evoluat până azi în Aix. Aici generalul roman Gaius Marius i-a învins pe teutoni în Bătălia de la Aquae Sextiae. În timpul lui Augustus, Aquae Sextiae a devenit colonie romană.
În timpul lui Diocletian, Aquae Sextiae devine centrul politic al provinciei romane Narbonensis II și spre sfârșitul secolului al IV-lea devine centrul unei dioceze. Până în anul 972, când au fost alungați definitiv, sarazinii au produs numeroase distrugeri în zonă.

## Edificii și atracții turistice

### Edificii religioase

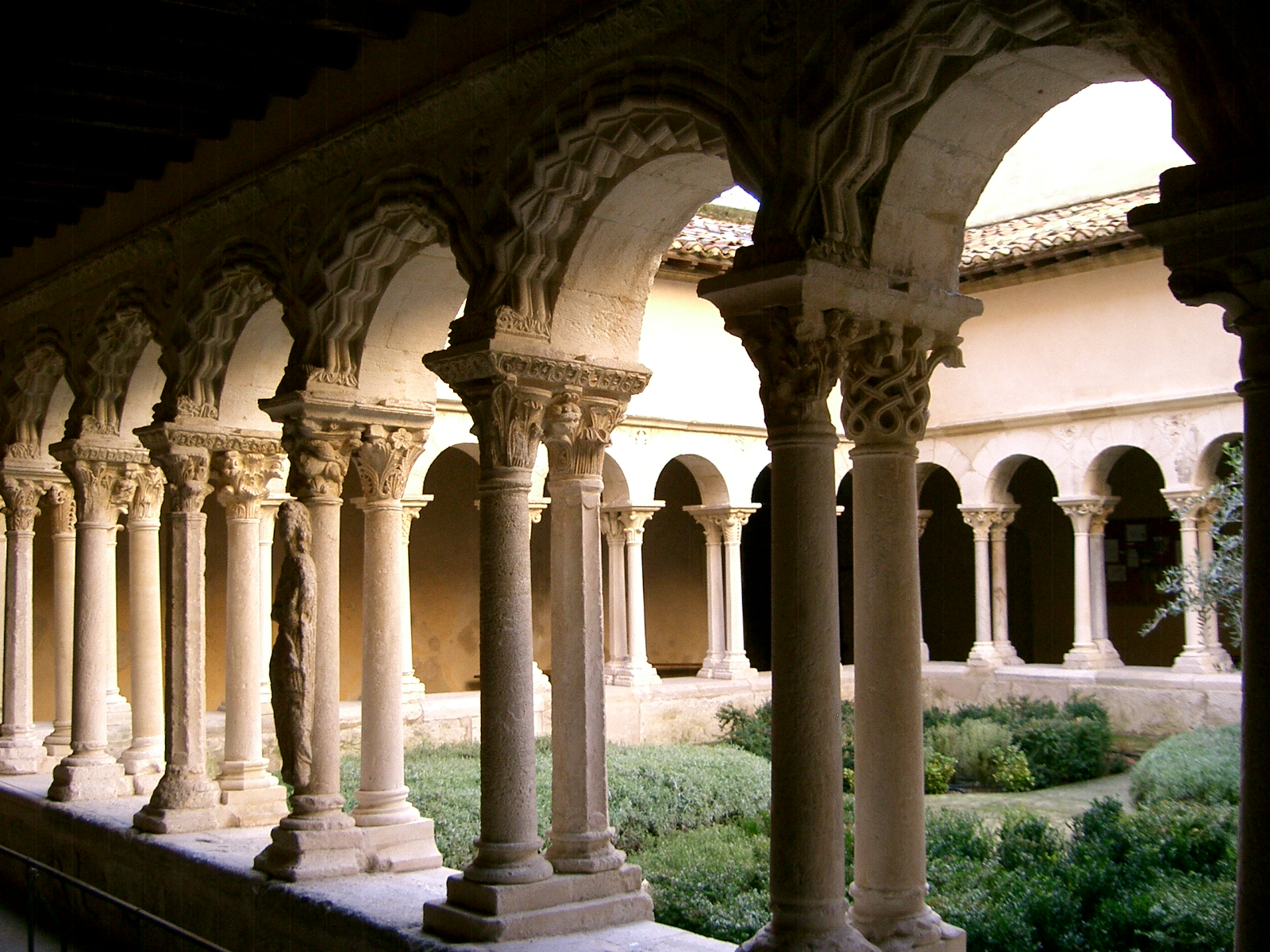
Colonade din mănăstirea Saint-Sauveur

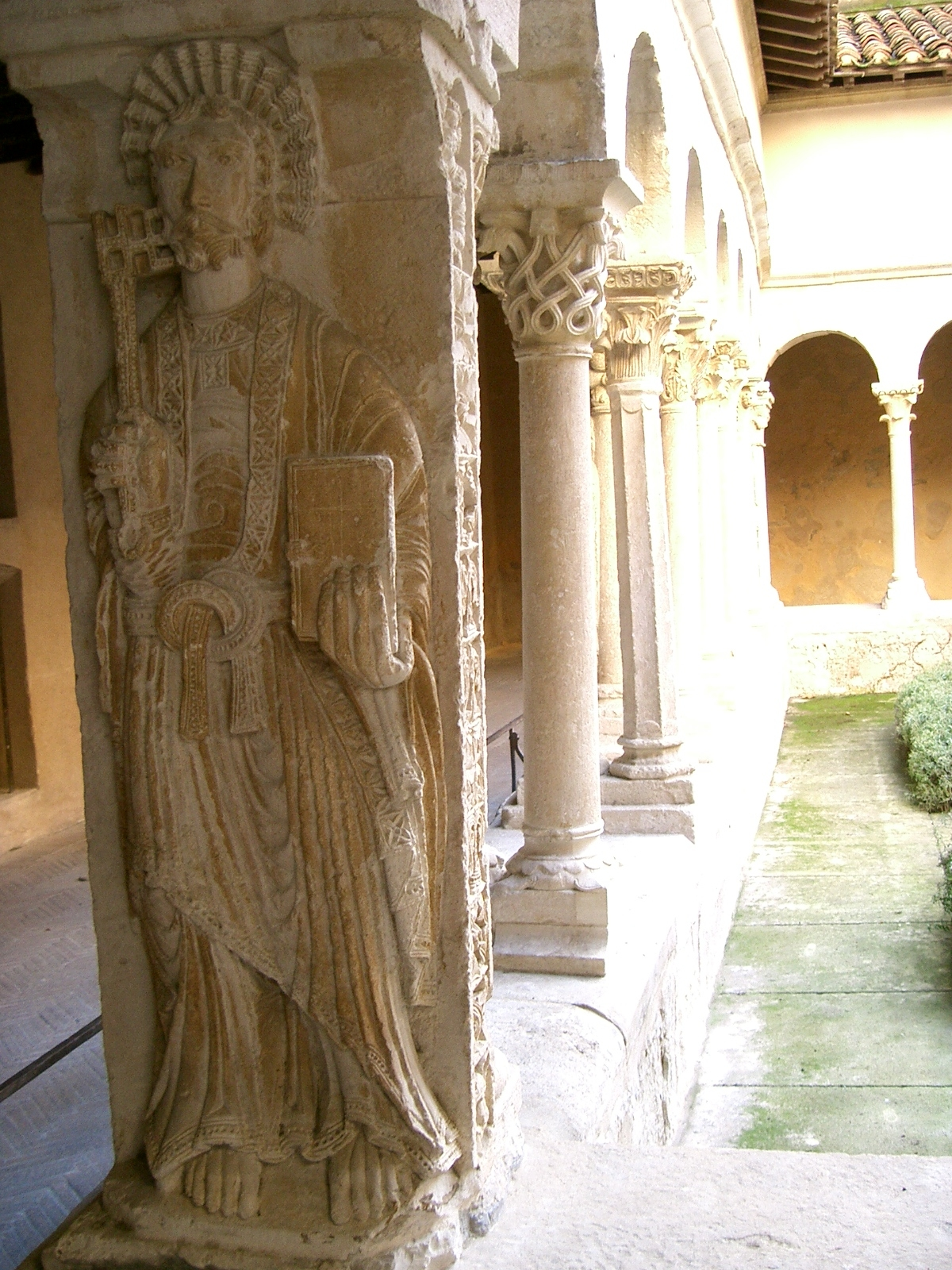
Coloană sculptată, mănăstirea Saint-Sauveur

- Biserica Saint-Jean-de-Malte din Aix-en-Provence
- Catedrala Saint-Sauveur din Aix[4]
- Mănăstirea Saint-Sauveur
- Biserica Notre-Dame de la Seds (Aix-en-Provence)
- Biserica Saint-Esprit din Aix

### Alte clădiri
- Platul Albertas
- Pont de Saint-Pons, pont des Trois-Sautets
- Numeroase hoteluri, de exemplu hôtel d'Estienne-de-Saint-Jean
- Pavilionul negru, actualmente centrul național de coregrafie

### Străzi

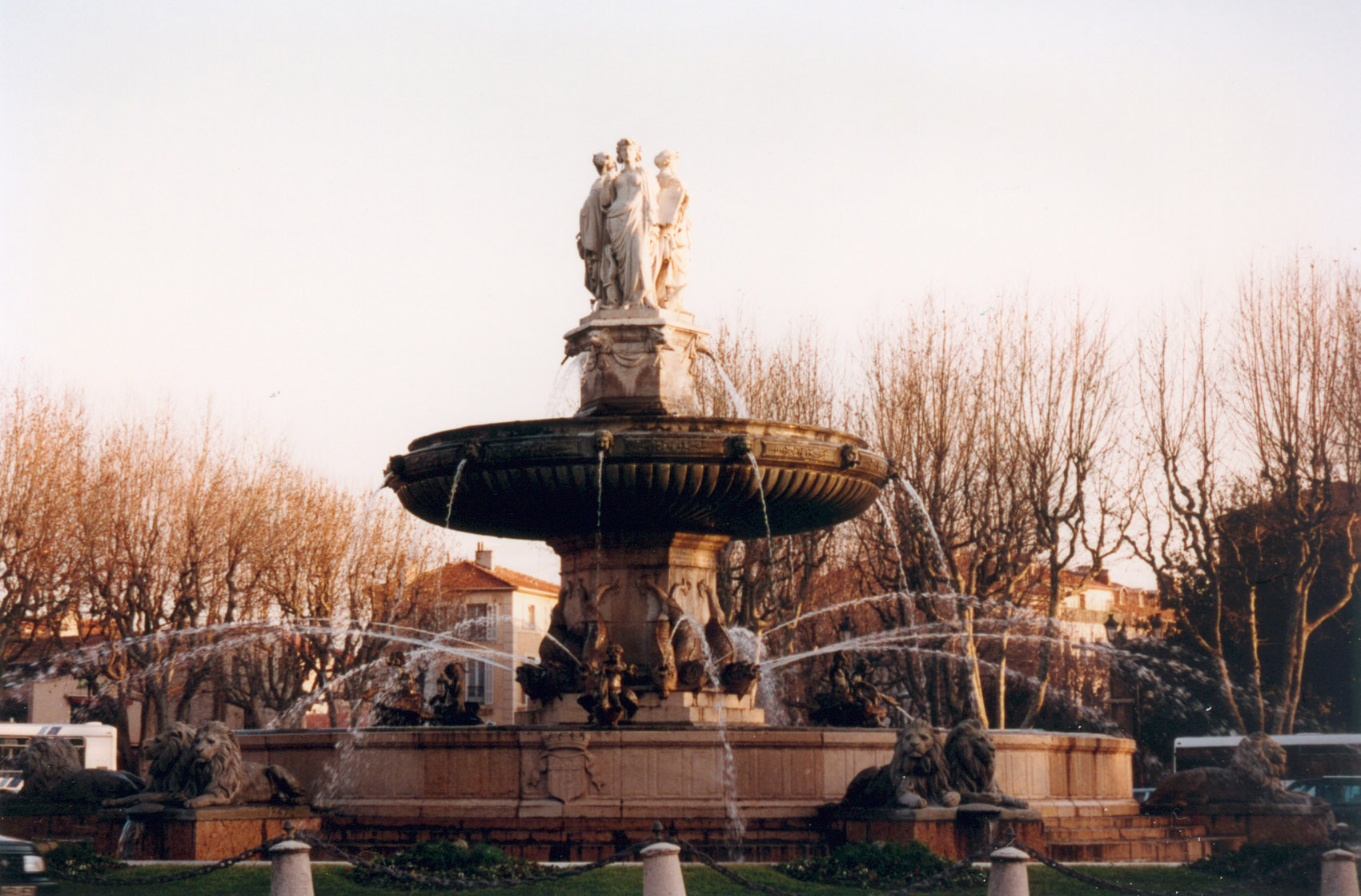
La Rotonde

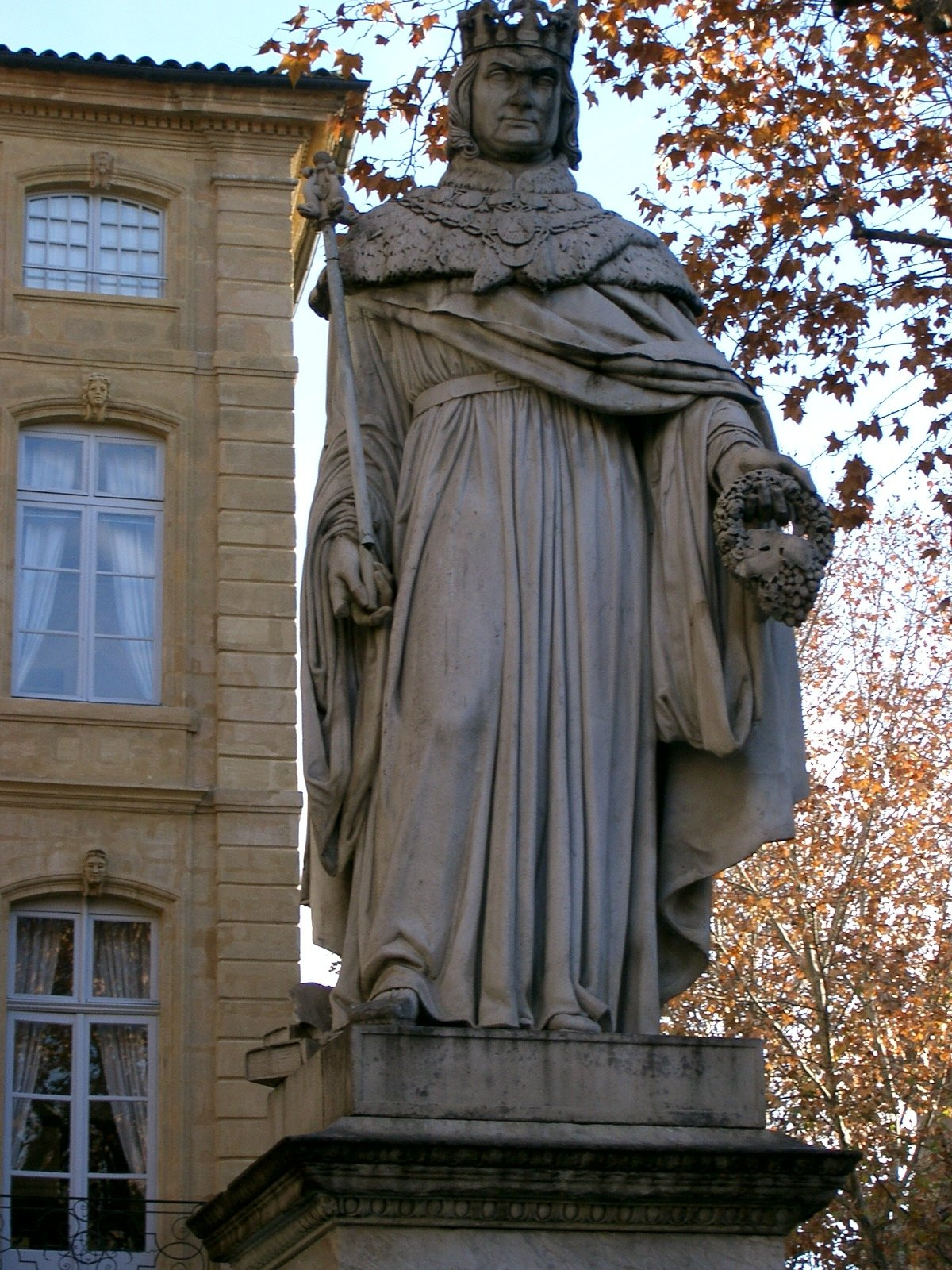
Regele René

- Cours Mirabeau

### Muzee, colecții, biblioteci
- Musée des Tapisseries
- Musée Granet
- Musée du Vieil-Aix
- Fondation Vasarely
- Cité du Livre
- Muzeul de istoria naturală din Aix-en-Provence

### Manifestări culturale
- Festivalul Aix-en-Provence
- Festivalul Zic Zac

## Persoane

### Născute în oraș
- Michel Adanson, botanist
- Jassuda Bédarride, jurist
- Jean-Baptiste de Boyer, Marquis d'Argens, scriitor și filosof
- Joseph Bruny d’Entrecasteaux, descoperitor
- André Campra, compozitor
- Arnaud Clément, jucător de tenis
- Paul Cézanne (1839-1906), pictor impresionist și post-impresionist
- Luc de Clapiers, Marquis de Vauvenargues, filosof și scriitor
- Yta Farrow, cântăreață
- Hélène Grimaud, pianistă[5]
- Eugen din Mazenod, sfânt
- Rémi Pauriol, ciclist
- Christophe Pelinq, autor de comic

### Cu legături strânse
- Émile Zola (1840–1902) a crescut în Aix-en-Provence fiind coleg de școală cu Paul Cézanne, cu care mai apoi se împrietenește.
- Darius Milhaud, compozitor, a crescut în Aix-en-Provence
- Victor Vasarely (1906–1997), pictor francez din Ungaria

## Demografie
| 1793   | 1800   | 1806   | 1821   | 1831   | 1836   | 1841   | 1846   | 1851   |
| ------ | ------ | ------ | ------ | ------ | ------ | ------ | ------ | ------ |
| 27 000 | 21 009 | 21 960 | 22 412 | 22 575 | 24 660 | 26 698 | 27 280 | 27 255 |

| 1856   | 1861   | 1866   | 1872   | 1876   | 1881   | 1886   | 1891   | 1896   |
| ------ | ------ | ------ | ------ | ------ | ------ | ------ | ------ | ------ |
| 26 136 | 27 659 | 28 152 | 29 020 | 28 693 | 29 257 | 29 057 | 28 357 | 28 913 |

| 1901   | 1906   | 1911   | 1921   | 1926   | 1931   | 1936   | 1946   | 1954   |
| ------ | ------ | ------ | ------ | ------ | ------ | ------ | ------ | ------ |
| 29 418 | 29 829 | 29 836 | 29 983 | 35 106 | 38 332 | 42 615 | 46 053 | 54 217 |

| 1962                                                          | 1968   | 1975    | 1982    | 1990    | 1999    | 2006    | - | - |
| ------------------------------------------------------------- | ------ | ------- | ------- | ------- | ------- | ------- | - | - |
| 67 943                                                        | 89 566 | 110 659 | 121 327 | 123 842 | 133 018 | 142 534 | - | - |
| Număr reținut începănd cu 1962: Populaţia fără numărări duble |        |         |         |         |         |         |   |   |

## Orașe înfrățite
- Tübingen, Baden-Württemberg, din 1960
- Perugia, Umbria, din 1970
- Bath, Somerset, din 1977
- Granada, Andalusia, din 1979
- Coimbra, Portugalia, din 1985
- Cartagina, Tunisia, din 1992
- Așkelon, Israel, din 1995